# 에스와티니의 군주
이 문서는 에스와티니의 군주에 관한 목록이다. 에스와티니는 1968년에 독립하기 이전까지 영국의 식민지였다.

## 역대 군주
- 응과네 3세 (1745년 ~ 1780년)
- 은드붕구니에 (1780년 ~ 1815년)
- 소부자 1세 (1815년 ~ 1836년)
- 음스와티 2세 (1840년 ~ 1868년)
- 들라미니 4세 (1875년 ~ 1889년)
- 응과네 5세 (1895년 ~ 1899년)
- 소부자 2세 (1899년 ~ 1982년)
- 음스와티 3세 (1986년[1] ~ 현재)

## 같이 보기
- 에스와티니의 총리